# Совјетски
Совјетски (рус. Советский) град је у Русији у Хантији-Мансији.

## Становништво
| 1970. | 1979.  | 1989.  | 2002.  | 2010.  |
| ----- | ------ | ------ | ------ | ------ |
| 5.897 | 13.674 | 21.123 | 23.230 | 26.495 |